# Sárgahasú unka
A sárgahasú unka (Bombina variegata) a kétéltűek (Amphibia) osztályának békák (Anura) rendjébe, ezen belül az unkafélék (Bombinatoridae) családjába tartozó faj.

## Előfordulása
Franciaországtól kelet felé Közép- és Dél-Európán át a Fekete-tengerig, déli irányban Dél-Olaszországig és Görögországig. Délnyugat- és Észak-Európából hiányzik. Magyarországon nagyobb állományai élnek a Bükkben és a Mátrában, a Zempléni-hegységben és az Aggteleki-karsztvidéken. A Dunántúlon a Soproni- és Kőszegi-hegységben, a Bakonyban, de előfordul az Őrségben és a Somogyi-dombságon is.

## Alfajai
Elterjedési területén a faj négy alfajra tagolódik:
- Bombina variegata variegata
- Bombina variegata gracilis
- Bombina variegata kolombatovici
- Bombina variegata scabra

## Megjelenése

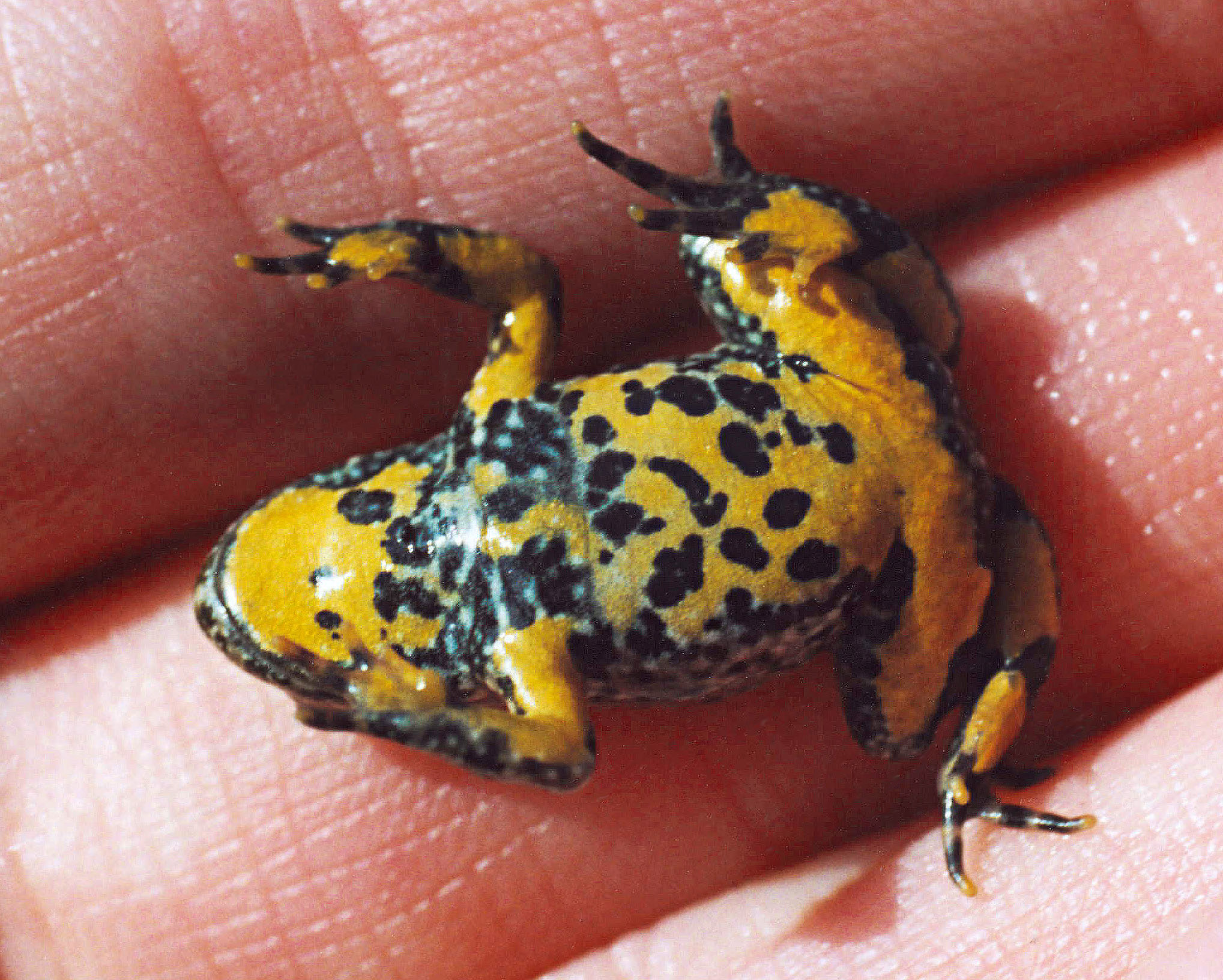
Amikor védekezésképp hanyatt veti magát jól látszik sárga hasa

A sárga hasú unka testhossza 4-5 centiméter; sokkal kisebb, mint a barna varangy. Teste lapos, egészen oldalt illeszkedő lábakkal. A nem feltűnő barnás, iszapszürke vagy olajzöldes felsőtest szemölcsös. Hasán a bőre csaknem sima, élénk citrom- vagy narancssárga, nagyobb szürke, szürkéskék vagy feketés foltokkal tarkázott – ezáltal a has márványozott benyomást kelt. A sárga mezőkben finom, fekete pontok láthatók, de a vöröshasú unkától eltérően a sötét mezőkben fehér pontokat egyáltalán nem vagy csak alig találunk.

## Életmódja
A sárga hasú unka a környezetével szemben nem támaszt különleges igényeket, bármilyen kisebb vízzel beéri. Leggyakrabban olyan pocsolyákban és kis tavakban fordul elő, amelyekben másfajta békák nincsenek. Még a csupán néhány hétig vízzel telt keréknyomok is megfelelnek neki, de a folyóvizeket kerüli. Túlnyomórészt a vízben él, de néha hosszabb időre is kijön a szárazföldre. Magyarországon legfőképp a magasabb hegyvidékek vizeiben él.

## Képgaléria

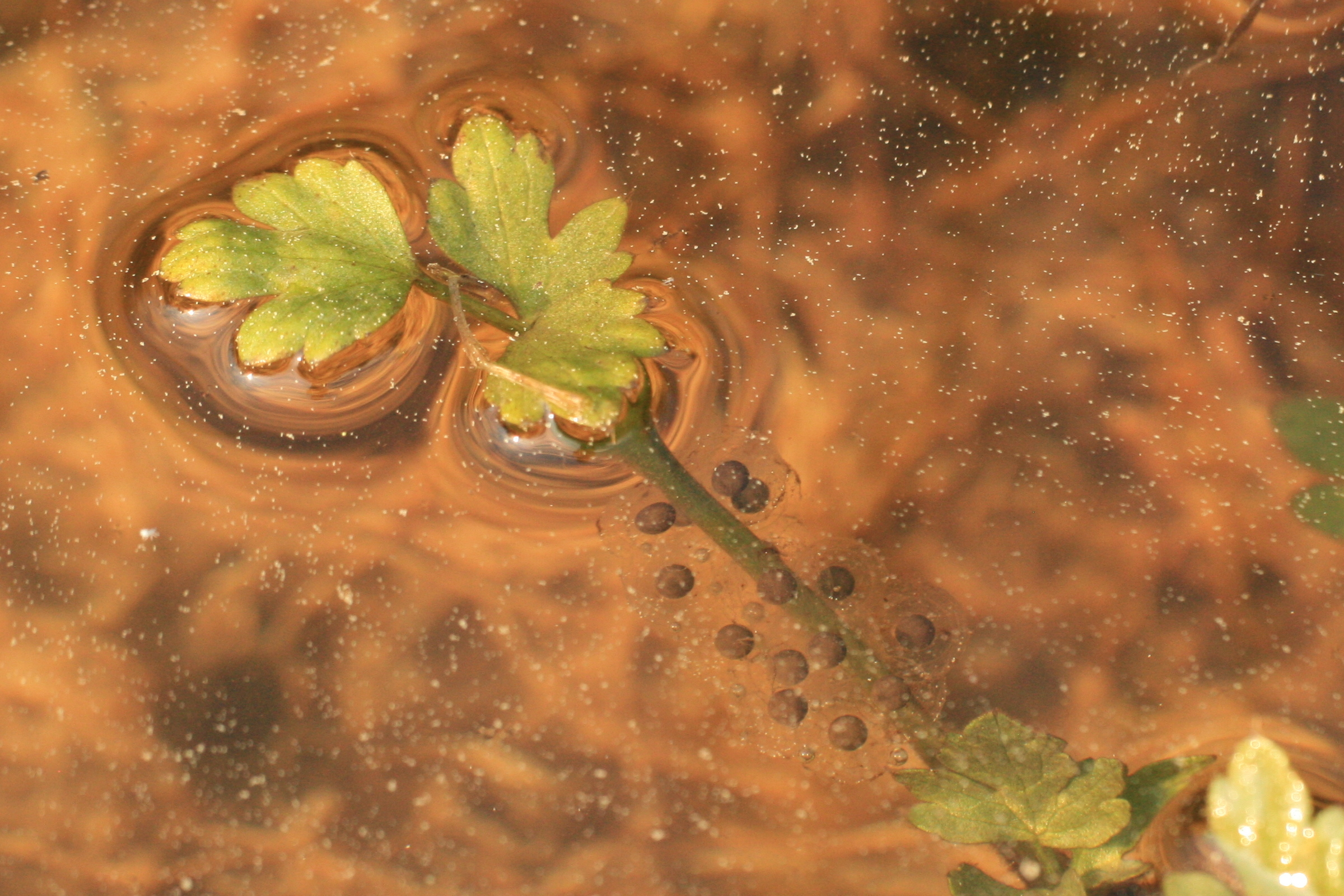
Peték
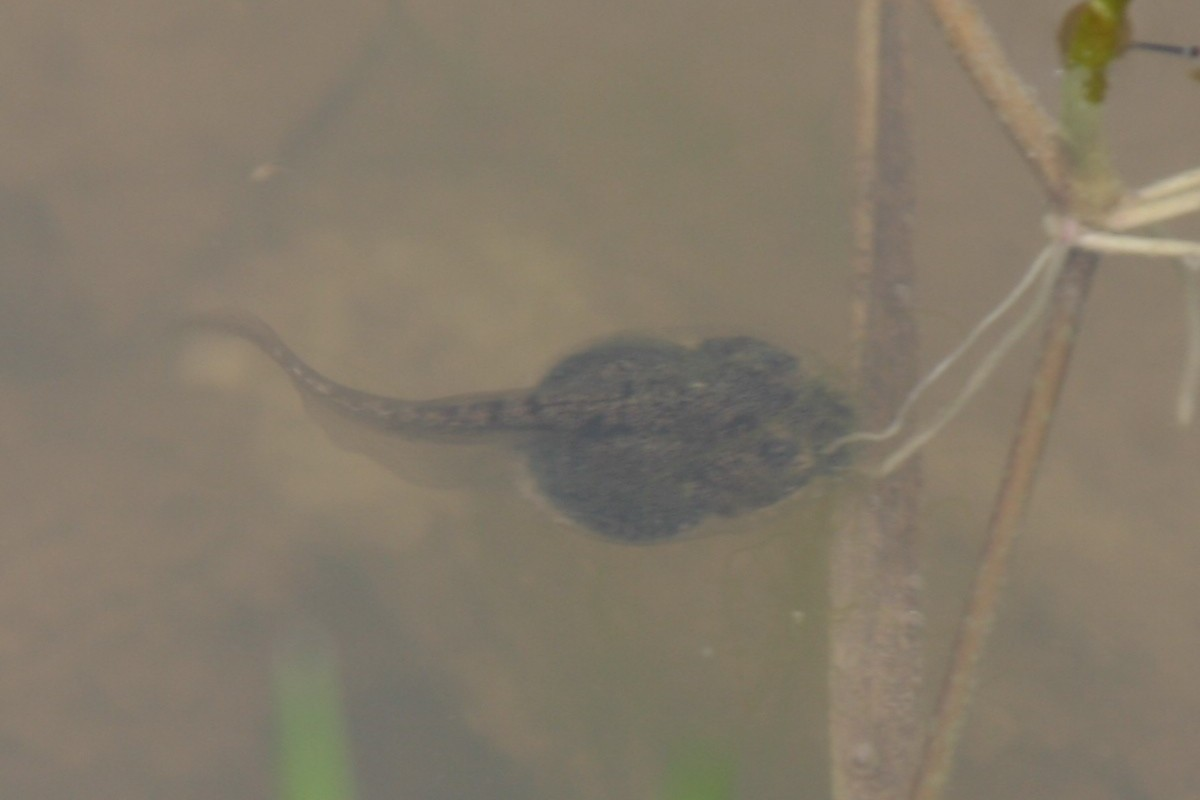
Ebihal
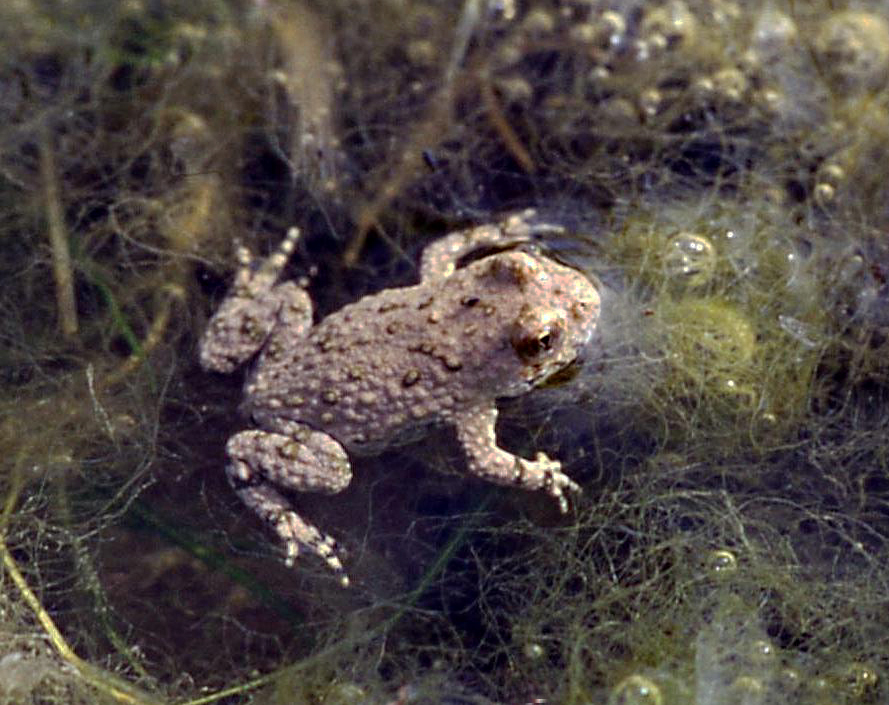
Kifejlett példány